# We (eksperimentalfilm)
 For alternative betydninger, se We. (Se også artikler, som begynder med We)
We er en dansk eksperimentalfilm fra 1969 instrueret af Niels Schwalbe.

## Handling
I 1967 satte Jørgen Dreiager sammen med Beatgruppen The Maxwells forestillingen "We" op på Studenterscenen. Filmen skildrer arbejdet med indstudering og prøver og bringer uddrag af anmeldelserne i dagbladene og radioens "Dramatisk Forum".